# 平方華里
平方里或平方華里是面積單位，其定義是「邊長為1華里的正方形的面積」。
平方市里是市制的面積單位，其定義是「邊長為1市里（500米）的正方形的面積」。
1平方里 = 25 0000 平方米 = 0.25 平方公里

## 参看
- 国际单位 - 长度单位 - 时间长度比较 - 数量级 - 单位转换
- 平方千米 - 公頃 - 公畝 - 平方米 - 平方厘米 - 平方毫米